# Mospyne
Mospyne (ukrainsk: Моспине, russisk: Моспино}) er en by af distriktsbetydning i Proletarskyi Distrikt i Donetsk kommune, Donetsk oblast (provins) i Ukraine, 8  km sydøst for Donetsk. Byen har en befolkning på omkring 11.736 (2021). Siden 2014 har byen været under kontrol af den selvudråbte Folkerepublikken Donetsk. Befolkningens sprog var iht.  folketællingen 2001:
- Russisk  93.47%
- Ukrainsk  6.35%

Byen ligger i den sydøstlige del af Donetsk byregion, ca. 6 km fra by- og oblastcentret Donetsk ved floden Hruska (Грузька).